# Raketoplan Discovery
Raketoplan Discovery (angleško Odkritje) je NASIN raketoplan z uradno oznako OV-103. 
Discovery je prvič poletel 30. avgusta 1984 kot tretji delujoči raketoplan in je danes drugi najstarejši še ohranjen izmed raketoplanov, ki so potovali v vesolje (raketoplan Enterprise niso nikoli uporabili na misiji). Njegove naloge so bile raziskovalne in povezane z Mednarodno vesoljsko postajo. 
Ime Discovery je raketoplan dobil po zgodovinskih ladjah z istim imenom, predvsem HMS Discovery, s katero je raziskovalec James Cook odplul na svoje tretje in zadnje potovanje. Ime Discovery sta nosili tudi ladji Henryja Hudsona, ki je v letih 1610–1611 iskal severozahodni prehod in RRS Discovery, ki sta jo Scott in Shackleton v letih 1901-1904 uporabljala za raziskovanje Antarktike. Discovery 1 (XD-1) se imenuje tudi namišljena vesoljska ladja iz filma 2001: Vesoljska odiseja.
Discovery je v tirnico ponesel vesoljski teleskop Hubble in kasneje tudi opravil dve popravili na njem. Utiril je tudi nekaj satelitov. 
Discovery je bil dvakrat izbran za raketoplan projekta Vrnitev k poletom, prvič po nesreči Challengerja leta 1986 in drugič po nesreči Columbie leta 2005. Na Discoveryju je leta 1998 v okviru Programa Mercury poletel John Glenn, ki je s 77 leti najstarejši človek, ki je potoval v vesoljski prostor. 
Po ukinitvi programa raketoplanov Space Shuttle je raketoplan Discovery sedaj razstavljen v Smithsonian Institution's National Air and Space Museum / lokacija  Steven F. Udvar-Hazy Center v mestu Virginia, Washington, ZDA.